# Gimme Back My Bullets
Gimme Back My Bullets är ett musikalbum av Lynyrd Skynyrd, deras fjärde studioalbum. Det lanserades i februari 1976 på MCA Records. Gruppen valde också att anlita Tom Dowd som producent inför detta album, istället för Al Kooper som producerat de tre första skivorna. Skivan blev inte en lika stor försäljningsframgång som de tidigare skivorna i Amerika, dock blev det gruppens bäst säljande i Europa. Det är det enda av originalgruppens album som inte sålt Platina i USA ännu.

## Låtlista
1. "Gimme Back My Bullets" - 3:28
2. "Every Mother's Son" - 4:56
3. "Trust" - 4:25
4. "I Got the Same Old Blues" - 4:08
5. "Double Trouble" - 2:49
6. "Roll Gypsy Roll" - 2:50
7. "Searching" - 3:17
8. "Cry for the Bad Man" - 4:48
9. "All I Can Do Is Write About It" - 4:16

## Listplaceringar
- Billboard 200, USA: #20[1]
- UK Albums Chart, Storbritannien: #34[2]
- Nederländerna: #20[3]
- Topplistan, Sverige: #3[4]